# 富士見町時沢
富士見町時沢（ふじみまちときざわ）は、群馬県前橋市の地名。旧富士見村時代は、住所で勢多郡富士見村大字時沢の地域である。また、前橋市合併後は粕川町と同じように村名の富士見村が富士見町となり、そのあと大字名がつくため前橋市富士見町○○となる。面積は4.03km2(2013年現在)。郵便番号は371-0104。

## 地理
赤城山南西の裾野部に位置している。前橋市北部の概ね標高150～250メートル付近に位置する地域である。
また赤城白川が地域の西端を北から南に流れ、竜の口川が地域の中央を北東から南に流れている。

### 河川
- 赤城白川
- 竜の口川

## 歴史
元々は「中島村」「不動尊村」の2つであった。1876年に不動尊村が中島村と合併した際、上野国勢多郡に存在したとされる「時沢郷」の名前から「時沢」をとった。しかし、富士見村時代の調査で旧2村に相当するのは、その隣に存在した「藤沢郷」の一部であったのではと立証された。しかし、今更改称することもできなかったので、現在まで「時沢」の名が続いている。

### 年表
- 1876年 不動尊村が中島村と合併し、時沢村となる。
- 1889年 市町村制が施行され、時沢村は近隣13村と合併し南勢多郡富士見村ができる。そのため群馬県南勢多郡富士見村大字時沢となる。
- 1896年 郡統合（東群馬郡と南勢多郡の統合）により勢多郡に所属し勢多郡富士見村大字時沢となる。
- 2009年 富士見村が前橋市へ編入合併したため、群馬県前橋市富士見町時沢となる。
- 2012年12月22日 国道17号（上武道路）の群馬県道3号前橋大間々桐生線 - 群馬県道4号前橋赤城線 間の開通に伴い、当地域に初めて国道が通る事となる。
- 2017年5月12日 当地域の全域が区域となっている前橋・赤城地域が、チッタスロー国際連盟に加盟する[6]。

## 世帯数と人口
2017年（平成29年）8月31日現在の世帯数と人口は以下の通りである。
| 町丁         | 世帯数    | 人口    |
| ------------ | --------- | ------- |
| 富士見町時沢 | 2,003世帯 | 5,436人 |

## 小・中学校の学区
市立小・中学校に通う場合、学区は以下の通りとなる。
| 番地 | 小学校             | 中学校               |
| ---- | ------------------ | -------------------- |
| 全域 | 前橋市立時沢小学校 | 前橋市立富士見中学校 |

## 交通

### 鉄道
町内に鉄道駅はない。

### バス
関越交通が運行を行っているデマンドバス方式のるんるんバスがある。
また同じく関越交通が、「けやきウォーク前橋」～「前橋駅」～「中央前橋駅」～「富士見温泉」の間に路線バスを開業させており、地域内の群馬県道4号前橋赤城線上にバス停が設置されている。

### 道路
上武道路(国道17号バイパス)が地域の南端を東西に通過。
群馬県道4号前橋赤城線が地域の中央を南北に通過。
群馬県道101号四ツ塚原之郷前橋線が地域の南部を東西に通過。

## 施設
- 前橋市立時沢小学校
- 行人山公園
- 富士見幼稚園
- 白河神社
- 時沢ショッピングモール

## 避難所
当町が避難対象区域となった場合、当町にある前橋市立時沢小学校に避難する。